# Gneu Domici Corbuló

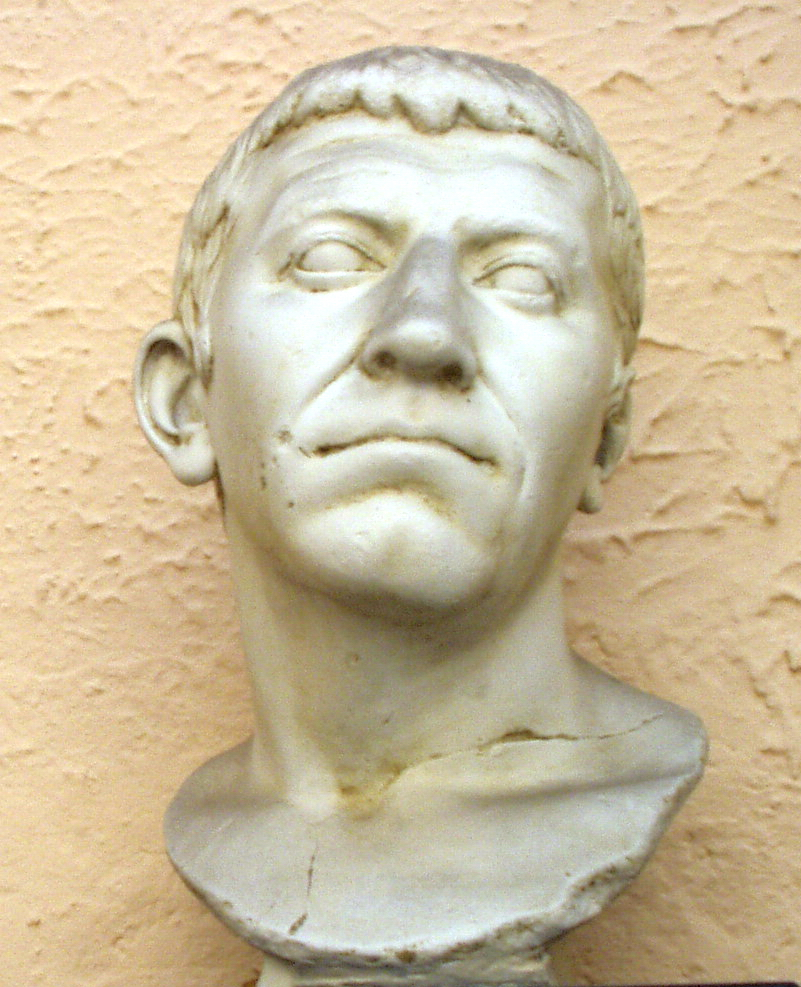
Bust de Gneu Domici Corbuló. Còpia de l'original que es conserva als Museus Capitolins

Gneu Domici Corbuló (c. 7 - 67) era fill de Vistília, una dona que va tenir set fills amb sis marits diferents. Era per tant germà de Cesònia, la muller de Calígula, del poeta Pomponi Segon i de Publi Suil·li Ruf, cònsol el 46, entre els més coneguts.
Al començament del regnat de Tiberi va ser nomenat prefecte del pretori i després, amb Tiberi i amb Calígula, superintendent de la millora de les vies d'Itàlia que s'havien deteriorat en els darrers anys per manca de cura. Sota Calígula va fer moltes extorsions probablement per ordre del mateix emperador, que el va compensar amb el nomenament com a cònsol sufecte l'any 39.
Sota Claudi, els perjudicats van prendre revenja, van presentar demandes, i van ser indemnitzats. Tot i així, Claudi va nomenar Corbuló comandant de l'exèrcit de Germània on va lluitar amb èxit contra els caucs (Chauci) sota el seu líder Gennascus, va mantenir una gran disciplina entre les tropes i va actuar amb precaució i coratge. Claudi li va ordenar de portar l'exèrcit, que lluitava més enllà del Rin, a l'oest d'aquest riu, i Corbuló va obeir. Per impedir que els soldats es desmoralitzessin, els va fer construir un canal entre el Mosa i el Rin, que evitaria les inundacions del país.

## Guerra amb els parts
L'any 54, poc després de la pujada de Neró al poder, Corbuló va rebre el comandament suprem contra els parts, el rei dels quals Vologès I de Pàrtia (51-77) havia envaït Armènia i expulsat al rei Radamist d'Armènia, protegit dels romans. De moment (55), Vologès, que havia de fer front a una revolta del seu fill Vardanes, va acceptar una pau temporal i va donar ostatges de la família dels arsàcides als romans, però l'any 58 la guerra es va reprendre.
La primavera del 58, Corbuló, amb plens poders, va deixar a Síria les legions IV i Legió XII Fulminata al comandament de Cesti Gal i va entrar a l'Armènia des Capadòcia amb les legions III, VI i la Legió XV Apollinaris i va avançar en direcció a Artàxata, mentre que Farasmanes o Pharsman I d'Ibèria, aliat romà, atacava pel nord, i Antíoc de Commagena, un altre client romà, atacava pel sud-oest. El rei Tiridates I d'Armènia (germà de Vologès I), protegit part, va fugir de la seva capital que va ser ocupada per Corbuló i incendiada. A l'estiu Corbuló va avançar cap a Tigranocerta, en una marxa molt penosa, i van arribar a la ciutat que els va obrir les portes, menys la ciutadella que va resistir, i va ser presa a l'assalt. Ja la majoria dels armenis havia abandonat el partit part, i acceptava un príncep donat per Roma. Neró va donar llavors la corona a Tigranes VI, de la darrera casa reial de Capadòcia, net de Glafira (filla d'Arquelau) i fill d'Alexandre de Judea, que estava casat amb una princesa de la casa dels artàxides. Els districtes fronterers armenis van ser transferits als aliats: a Farasmanes d'Ibèria, a Polemó II del Pont, a Aristòbul Asmoneu de la Petita Armènia i a Antíoc de Commagena.
Tigranes VI d'Armènia va fer (als voltants de l'any 62) una expedició a Adiabene, que era tributari dels parts. El rei part Vologès ho va considerar una agressió i va reiniciar la guerra, afavorint son germà Tiridates, al que va donar ajuda, però aquest va fracassar davant Tigranocerta, defensada pel mateix Tigranes VI. Corbuló era a Síria i va enviar a la zona el general Gai Cesenni Pet, governador de Capadòcia, que no van conduir bé la campanya i fou derrotat pels parts a Randea, a la vora del Arsanies (avui Murad Su), i assetjat a la fortalesa va haver de signar un tractat pel qual els romans (i els parts) evacuaven Armènia (62).
Contra l'acord signat, el rei part va col·locar en el tron a Tiridates i aquest va exigir a Neró en una carta d'ésser reconegut com a rei d'Armènia. Això va provocar la continuació de la guerra. Corbuló va anar personalment a Armènia i va imposar un nou tractat modificat, signat altra vegada a Randea, l'any 63, i Tigranes VI va haver de renunciar a la corona. Tiridates seria reconegut rei, però sota protectorat romà. Tiridates va entregar la seva corona sota una estàtua de Neró.
Així Tiridates va quedar establert de fet com a rei d'Armènia, un rei part que ara seria client de Roma. Només una guarnició romana romandria al país, i estaria a la Sofene, i Artàxata (destruïda) seria reconstruïda.
El 66 tropes romanes van entrar a Armènia amb permís de Tiridates, el qual el mateix any 66 va viatjar a Roma amb tres nebots que van restar com a ostatges (també van quedar com a ostatges els fills del rei Monobassos d'Adiabene, vassall de Tiridates), acompanyat d'Anni, el gendre de Corbuló. A Roma l'emperador li va tornar a posar la corona al Fòrum, i així va esdevenir formalment rei part imposat pels romans.
Corbuló tenia una gran influencia a l'exèrcit i es podia haver revoltat i assolit la corona sense problemes, però va restar fidel a Neró. El 67 Neró era a Grècia i va cridar Corbuló i només desembarcar a Cenchreae, en va ordenar l'execució. Quan Corbuló en va ser informat, va agafar la seva pròpia espasa i es va suïcidar cridant: "Ben merescuda".